# Чемпіонат Косова з футболу
Райфайзен Суперліга Косово (алб. Raiffeisen Superliga e Futbollit të Kosovës, англ. Raiffeisen Football Superleague of Kosovo) — найвища футбольна ліга в Республіці Косово.

## Історія
Створена в 1945 році, як підрозділ югославської ліги. З 1990 року після самопроголошення Республіки Косово турнір став незалежним, проте невизнаним УЄФА. У 1997—1999 роках турнір не проводився через косовську війну.
З 1999 року футбольний турнір відновлений під егідою місії ООН у Косові.
У травні 2016 року Футбольна федерація Косова була прийнята до УЄФА.

## Формат
В лізі грають 12 команд. Клуби грають один з одним 3 рази. У чемпіонаті грається 33 туру. За підсумками сезону два клуби, що зайняли останні місця, знижуються в класі, а третій та четвертий клуб з кінця грають перехідні матчі.

## Список чемпіонів
| - 1945 — «Єдинство» (Приштина) - 1946 — «Єдинство» (Приштина) - 1947 — «Трепча» (Косовська-Митровиця) - 1947/1948 — «Пролетер» (Приштина) - 1948/1949 — «Трепча» (Косовська-Митровиця) - 1950 — «Трепча» (Косовська-Митровиця) - 1951 — «Косово» (Приштина) - 1952 — «Трепча» (Косовська-Митровиця) - 1953 — не грався у зв'язку зі зміною системи ліги - 1953/1954 — «Косово» (Приштина) - 1954/1955 — «Трепча» (Косовська-Митровиця) - 1955/1956 — «Рударі» (Косовська-Митровиця) - 1956/1957 — «Рудник» (Хайвали) - 1957/1958 — «Рударі» (Косовська-Митровиця) - 1958/1959 — «Приштина» - 1959/1960 — «Рударі» (Косовська-Митровиця) - 1960/1961 — «Приштина» - 1961/1962 — «Будучность» (Печ) - 1962/1963 — «Цервена Звезда» (Г'їлані) - 1963/1964 — «Слога» (Ліплян) - 1964/1965 — «Слога» (Ліплян) - 1965/1966 — «Будучность» (Печ) - 1966/1967 — «Обилич» (Обилич) - 1967/1968 — «Веллажнімі» (Джаковиця) - 1968/1969 — «Веллажнімі» (Джаковиця) - 1969/1970 — «Веллажнімі» (Джаковиця) - 1970/1971 — «Веллажнімі» (Джаковиця) - 1971/1972 — «Обилич» (Обилич) - 1972/1973 — «Фуше-Косова» (Косово-Поле) - 1973/1974 — «Веллажнімі» (Джаковиця) - 1974/1975 — «Лірія» (Прізрен) - 1975/1976 — КЕК (Обилич) - 1976/1977 — «Приштина» - 1977/1978 — «Будучность» (Печ) - 1978/1979 — «Приштина» - 1979/1980 — «Веллажнімі» (Джаковиця) - 1980/1981 — «Лірія» (Прізрен) - 1981/1982 — «Веллажнімі» (Джаковиця) - 1982/1983 — «Раміз Садіку» (Приштина) - 1983/1984 — «Лірія» (Прізрен) - 1984/1985 — «Цервена Звезда» (Г'їлані) - 1985/1986 — «Веллажнімі» (Джаковиця) - 1986/1987 — «Лірія» (Прізрен) - 1987/1988 — «Цервена Звезда» (Г'їлані) - 1988/1989 — «Будучность» (Печ) - 1989/1990 — «Веллажнімі» (Джаковиця) | - 1990/1991 — «Фуше-Косова» (Косово-Поле) - 1991/1992 — «Приштина» - 1992/1993 — «Трепча» (Косовська-Митровиця) - 1993/1994 — «Дукаджині» (Клина) - 1994/1995 — «Лірія» (Прізрен) - 1995/1996 — «Приштина» - 1996/1997 — «Приштина» - 1997/1998 — «Беса» (не закінчений через те, що всі клуби відмовилися від участі у турнірі) - 1998/1999 — не проводився через війну - 1999/2000 — «Приштина» - 2000/2001 — «Приштина» - 2001/2002 — «Бесіана» (Подуєво) - 2002/2003 — «Дріта» (Г'їлані) - 2003/2004 — Приштина (Приштина) - 2004/2005 — «Беса» - 2005/2006 — «Беса» - 2006/2007 — «Беса» - 2007/2008 — «Приштина» - 2008/2009 — «Приштина» - 2009/2010 — «Трепча» (Косовська-Митровиця) - 2010/2011 — «Хюсі» (Подуєво) - 2011/2012 — «Приштина» - 2012/2013 — «Приштина» - 2013/2014 — «Вуштррія» (Вучітрн) - 2014/2015 — «Феронікелі» (Глоговац) - 2015/2016 — «Феронікелі» (Глоговац) - 2016/2017 — Трепча'89 - 2017/2018 — Дріта - 2018/2019 — Феронікелі - 2019/2020 — Дріта - 2020/2021 — «Приштина» - 2021/2022 — «Балкані» - 2022/2023 — «Балкані» - 2023/2024 — «Балкані» - 2024/2025 — Дріта |

### Загальна статистика (з 1991 року)
| Клуб          | Чемпіонств | Роки перемог                                                     |
| ------------- | ---------- | ---------------------------------------------------------------- |
| «Приштина»    | 11         | 1992, 1996, 1997, 2000, 2001, 2004, 2008, 2009, 2012, 2013, 2021 |
| «Дріта»       | 4          | 2003, 2018, 2020, 2025                                           |
| «Беса»        | 3          | 2005, 2006, 2007                                                 |
| «Феронікелі»  | 3          | 2015, 2016, 2019                                                 |
| «Балкані»     | 3          | 2022, 2023, 2024                                                 |
| «Трепча»      | 2          | 1993, 2010                                                       |
| «Фуше-Косова» | 1          | 1991                                                             |
| «Дукаджині»   | 1          | 1994                                                             |
| «Лірія»       | 1          | 1995                                                             |
| «Бесіана»     | 1          | 2002                                                             |
| «Хюсі»        | 1          | 2011                                                             |
| «Вуштррія»    | 1          | 2014                                                             |
| «Трепча'89»   | 1          | 2017                                                             |